# Роже Фетмба
Роже Фетмба (фр. Roger Feutmba, нар. 31 жовтня 1968, Яунде) — камерунський футболіст, що грав на позиції півзахисника.
Виступав за клуби «Юніон Дуала», «Кортрейк» та «Мамелоді Сандаунз», а також національну збірну Камеруну, у складі якої був учасником чемпіонату світу та Кубка африканських націй.

## Клубна кар'єра
У дорослому футболі дебютував 1986 року виступами за команду «Юніон Дуала», в якій провів шість сезонів і 1990 року став чемпіоном Камеруну.
Своєю грою за цю команду привернув увагу представників тренерського штабу бельгійського клубу «Кортрейк», до складу якого приєднався 1991 року. Відіграв за команду з Кортрейка наступні п'ять сезонів своєї ігрової кар'єри.
Завершив ігрову кар'єру у південноафриканській команді «Мамелоді Сандаунз», за яку виступав протягом 1996—1999 років, вигравши два чемпіонати ПАР та по одному кубку та кубку ліги, а в останньому сезоні Роже був визнаний найкращим гравцем чемпіонату ПАР.

## Виступи за збірну
У складі національної збірної Камеруну був учасником чемпіонату світу 1990 року в Італії, але на поле на турнірі не виходив. Також брав участь у Кубку африканських націй 1992 року у Сенегалі, де зіграв у двох матчах і посів з командою 4 місце.
Загалом протягом кар'єри в національній команді провів у її формі 40 матчів.

## Титули і досягнення
- Чемпіон Камеруну: 1990
- Чемпіон ПАР: 1998, 1999
- Володар Кубка ПАР: 1998
- Володар Кубка ліги ПАР: 1999